# Franex
Franex (toponimo francese) è una frazione del comune svizzero di Estavayer, nel Canton Friburgo (distretto della Broye).

## Storia

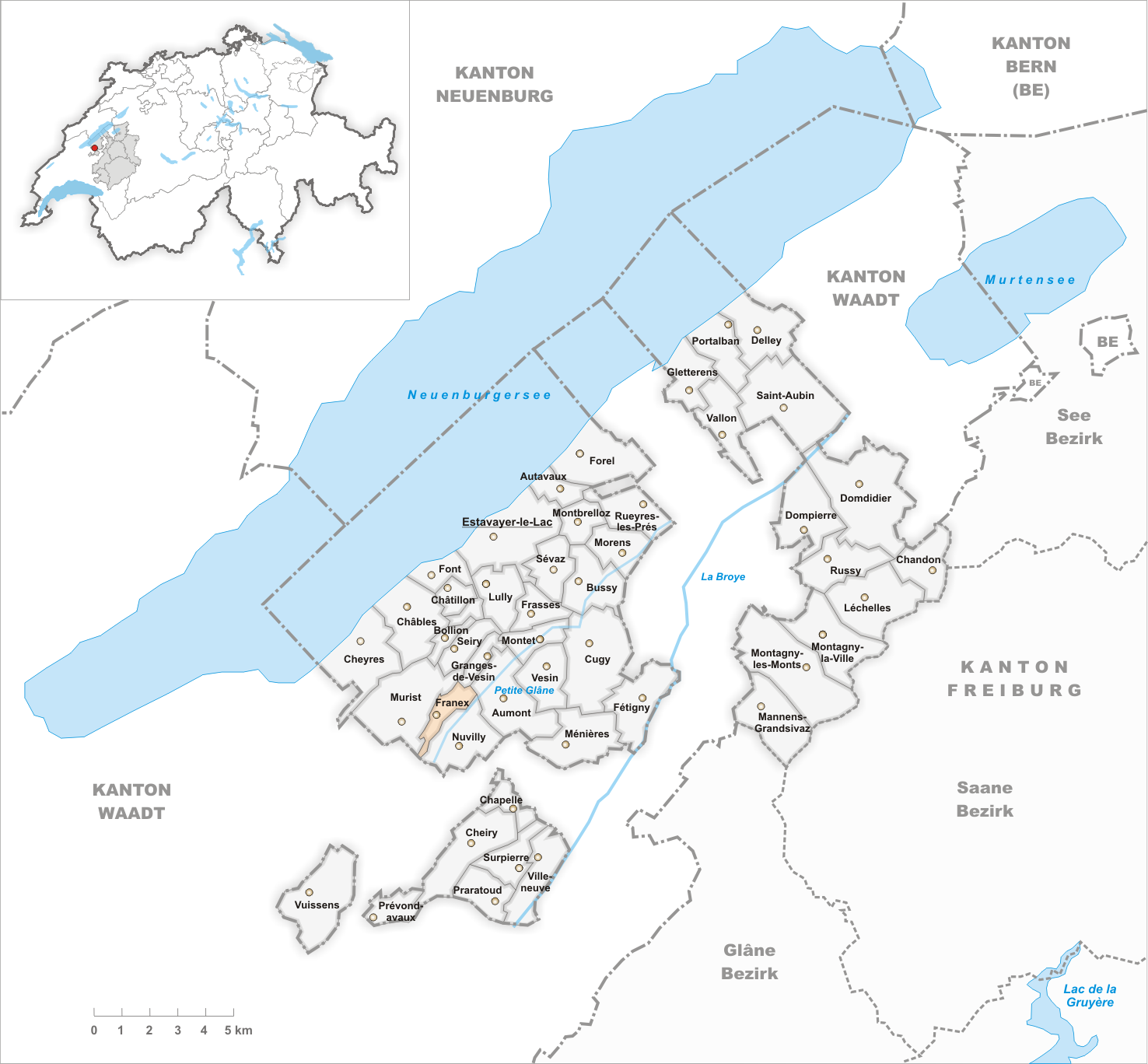
Il territorio del comune di Franex prima degli accorpamenti comunali del 1992

Già comune autonomo, nel 1992 è stato accorpato a Murist, il quale a sua volta il 1º gennaio 2017 è stato accorpato agli altri comuni soppressi di Bussy, Estavayer-le-Lac, Morens, Rueyres-les-Prés, Vernay e Vuissens per formare il nuovo comune di Estavayer.

## Monumenti e luoghi d'interesse

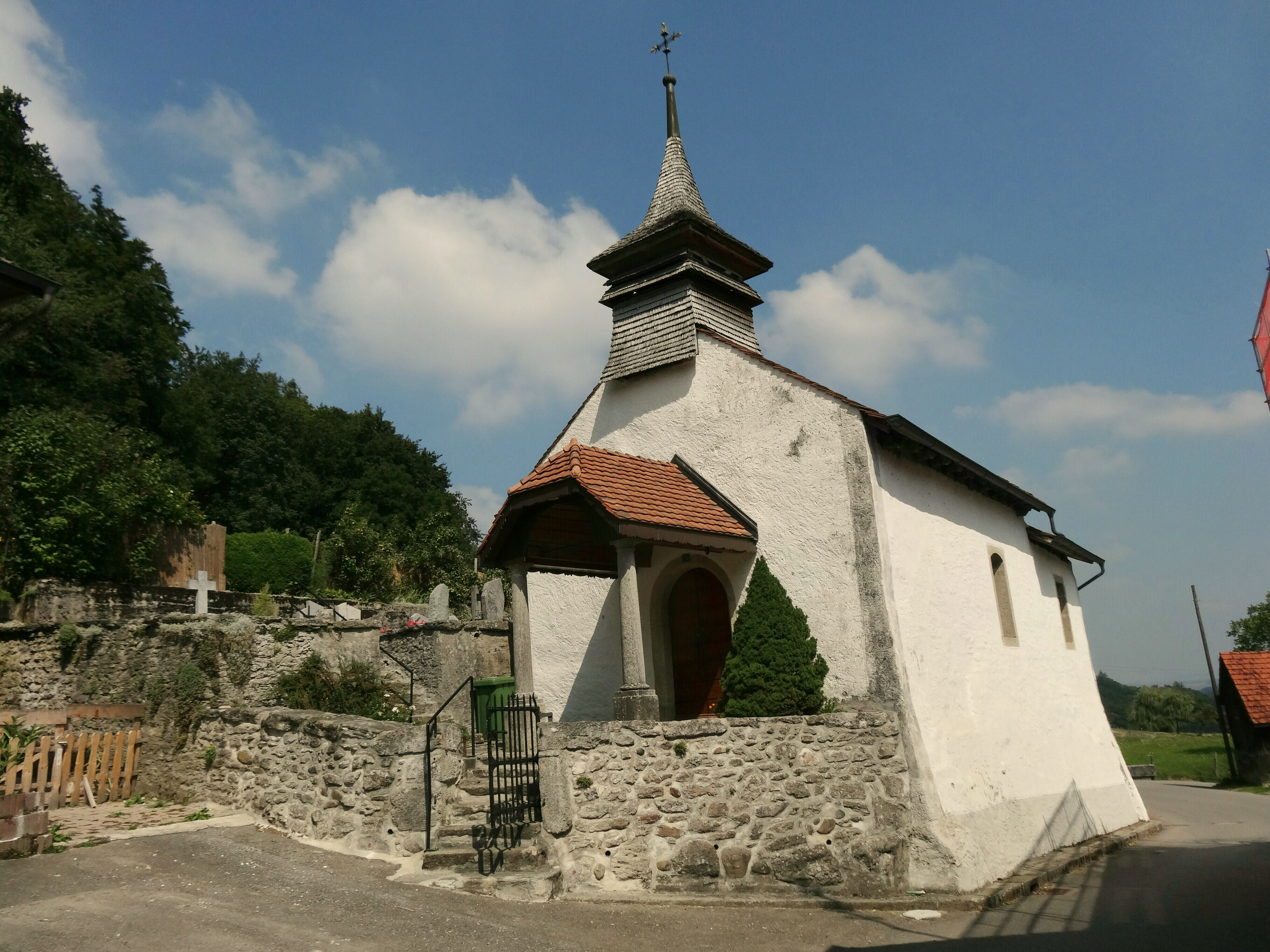
La cappella cattolica di San Nicola

- Cappella cattolica di San Nicola, attestata dal 1625 e ricostruita nel 1795[1].

## Società

### Evoluzione demografica
L'evoluzione demografica è riportata nella seguente tabella:
Abitanti censiti

## Amministrazione
Ogni famiglia originaria del luogo fa parte del comune patriziale che ha la responsabilità della manutenzione di ogni bene comune.